# Iscritti al World Rally Championship-2 2022
La stagione 2022 del World Rally Championship-2 è stata la 13ª edizione e si è svolta dal 20 gennaio al 13 novembre 2022.

## Iscritti
- (J) indica che il/la concorrente era iscritto/a anche alla categoria WRC-2 Junior, cui potevano partecipare soltanto coloro i quali erano nati dal 1º gennaio 1992 in poi.
- (M) indica che il/la concorrente era iscritto/a anche alla Masters Cup, cui potevano partecipare soltanto coloro i quali erano nati il o prima del 1º gennaio 1972.

| Iscritti al campionato a squadre                    | Iscritti al campionato a squadre | Iscritti al campionato a squadre | Iscritti al campionato a squadre | Iscritti al campionato a squadre | Iscritti al campionato a squadre | Iscritti al campionato a squadre |
| Costruttori                                         | Auto                             | Squadre                          | Pneumatici                       | Piloti                           | Copiloti                         | Gare                             |
| --------------------------------------------------- | -------------------------------- | -------------------------------- | -------------------------------- | -------------------------------- | -------------------------------- | -------------------------------- |
| Citroën                                             | Citroën C3 Rally2                | Saintéloc Junior Team            | P                                | Eric Camilli                     | Yannick Roche                    | 1                                |
| Citroën                                             | Citroën C3 Rally2                | Saintéloc Junior Team            | P                                | Eric Camilli                     | Thibault de la Haye              | 3–4                              |
| Citroën                                             | Citroën C3 Rally2                | Saintéloc Junior Team            | P                                | Sean Johnston                    | Alexander Kihurani               | 1, 3–4                           |
| Ford                                                | Ford Fiesta Rally2               | Yacco ACCR Team                  | P                                | Erik Cais (J)                    | Petr Těšínský                    | 1, 3–4                           |
| Ford                                                | Ford Fiesta Rally2               | M-Sport Ford WRT                 | P                                | Mattias Adielsson                | David Arhusiander                | 2                                |
| Ford                                                | Ford Fiesta Rally2               | M-Sport Ford WRT                 | P                                | Jari Huttunen                    | Mikko Lukka                      | 2, 12                            |
| Ford                                                | Ford Fiesta Rally2               | M-Sport Ford WRT                 | P                                | Luke Anear                       | Allan Harryman                   | 12                               |
| Hyundai                                             | Hyundai i20 N Rally2             | Hyundai Motorsport N             | P                                | Teemu Suninen                    | Mikko Markkula                   | 4–5, 7–8, 10, 12–13              |
| Hyundai                                             | Hyundai i20 N Rally2             | Hyundai Motorsport N             | P                                | Fabrizio Zaldivar (J)            | Carlos del Barrio                | 4–5                              |
| Hyundai                                             | Hyundai i20 N Rally2             | Hyundai Motorsport N             | P                                | Fabrizio Zaldivar (J)            | Marcelo Der Ohannesian           | 7–8, 10, 12–13                   |
| Hyundai                                             | Hyundai i20 N Rally2             | Hyundai Motorsport N             | P                                | Oliver Solberg                   | Elliott Edmondson                | 4                                |
| Škoda                                               | Škoda Fabia Rally2 Evo           | Toksport WRT                     | P                                | Andreas Mikkelsen                | Torstein Eriksen                 | 1–2, 4, 7, 9–10                  |
| Škoda                                               | Škoda Fabia Rally2 Evo           | Toksport WRT                     | P                                | Marco Bulacia (J)                | Marcelo Der Ohannesian           | 1–2, 4–5                         |
| Škoda                                               | Škoda Fabia Rally2 Evo           | Toksport WRT                     | P                                | Marco Bulacia (J)                | Diego Vallejo                    | 7, 9                             |
| Škoda                                               | Škoda Fabia Rally2 Evo           | Toksport WRT                     | P                                | Eyvind Brynildsen                | Roger Eilertsen                  | 10                               |
| Škoda                                               | Škoda Fabia Rally2 Evo           | Toksport WRT                     | P                                | Emil Lindholm (J)                | Reeta Hämäläinen                 | 13                               |
| Škoda                                               | Škoda Fabia Rally2 Evo           | Toksport WRT                     | P                                | Sami Pajari (J)                  | Enni Mälkönen                    | 13                               |
| Škoda                                               | Škoda Fabia Rally2 Evo           | Toksport WRT 2                   | P                                | Nikolaj Grjazin (J)              | Konstantin Aleksandrov           | 1-3, 8, 10, 12                   |
| Škoda                                               | Škoda Fabia Rally2 Evo           | Toksport WRT 2                   | P                                | Emil Lindholm                    | Reeta Hämäläinen                 | 2–3, 8, 10, 12                   |
| Škoda                                               | Škoda Fabia Rally2 Evo           | Toksport WRT 2                   | P                                | Mauro Miele (M)                  | Luca Beltrame                    | 13                               |
| Škoda                                               | Škoda Fabia R5                   | Toksport WRT 2                   | P                                | Bruno Bulacia (J)                | Gabriel Morales                  | 13                               |
| Volkswagen                                          | Volkswagen Polo GTI R5           | Yacco ACCR Team                  | P                                | Pierre Ragues                    | Julien Pesenti                   | 1, 3                             |
|                                                     |                                  |                                  |                                  |                                  |                                  |                                  |
| Iscritti soltanto ai campionati piloti e/o copiloti |                                  |                                  |                                  |                                  |                                  |                                  |
| Costruttori                                         | Auto                             | Squadre                          | Pneumatici                       | Piloti                           | Copiloti                         | Gare                             |
| Citroën                                             | Citroën C3 Rally2                | DG Sport Compétition             | P                                | Stéphane Lefebvre                | Andy Malfoy                      | 1                                |
| Citroën                                             | Citroën C3 Rally2                | Stéphane Lefebvre                | P                                | Stéphane Lefebvre                | Andy Malfoy                      | 3, 9                             |
| Citroën                                             | Citroën C3 Rally2                | PH Sport                         | P                                | Yohan Rossel                     | Benjamin Boulloud                | 1                                |
| Citroën                                             | Citroën C3 Rally2                | PH Sport                         | P                                | Yohan Rossel                     | Valentin Sarreaud                | 3–5, 9–10                        |
| Citroën                                             | Citroën C3 Rally2                | PH Sport                         | P                                | Yohan Rossel                     | Arnaud Dunand                    | 12                               |
| Citroën                                             | Citroën C3 Rally2                | Alexander Villanueva             | P                                | Alexander Villanueva (M)         | Rodrigo Sanjuan                  | 2                                |
| Citroën                                             | Citroën C3 Rally2                | Jan Solans                       | P                                | Jan Solans (J)                   | Rodrigo Sanjuan                  | 4–5, 12                          |
| Citroën                                             | Citroën C3 Rally2                | José Pedro Fontes                | P                                | José Pedro Fontes                | Inês Ponte                       | 4                                |
| Citroën                                             | Citroën C3 Rally2                | Paulo Caldeira                   | P                                | Paulo Caldeira                   | Ana Gonçalves                    | 4                                |
| Citroën                                             | Citroën C3 Rally2                | Saintéloc Junior Team            | P                                | Eric Camilli                     | Thibault de la Haye              | 5                                |
| Citroën                                             | Citroën C3 Rally2                | Saintéloc Junior Team            | P                                | Sean Johnston                    | Alexander Kihurani               | 6–7, 13                          |
| Citroën                                             | Citroën C3 Rally2                | Saintéloc Junior Team            | P                                | Armin Kremer (M)                 | Ella Kremer                      | 11                               |
| Citroën                                             | Citroën C3 Rally2                | Davy Vanneste                    | P                                | Davy Vanneste                    | Kris D'alleine                   | 9                                |
| Citroën                                             | Citroën C3 Rally2                | Jonathan Rieu                    | P                                | Jonathan Rieu                    | Jules Escartefigue               | 10                               |
| Citroën                                             | Citroën C3 Rally2                | Chrisostomos Karellis            | P                                | Chrisostomos Karellis            | Leonidas Mahaeras                | 10                               |
| Citroën                                             | Citroën C3 Rally2                | Alejandro Cachón                 | P                                | Alejandro Cachón (J)             | Alejandro López (J)              | 12                               |
| Citroën                                             | Citroën C3 Rally2                | Patrick Déjean                   | P                                | Patrick Déjean                   | Yannick Jammes                   | 12                               |
| Citroën                                             | Citroën C3 Rally2                | Toshi Arai                       | P                                | Toshi Arai (M)                   | Naoya Tanaka                     | 13                               |
| Citroën                                             | Citroën C3 Rally2                | Toshi Arai                       | P                                | Satoshi Imai                     | Shizuka Takehara                 | 13                               |
| Ford                                                | Ford Fiesta Rally2               | Eamonn Boland                    | P                                | Eamonn Boland (M)                | MJ (M)                           | 1–2, 9, 12–13                    |
| Ford                                                | Ford Fiesta Rally2               | Per-Gunnar Andersson             | P                                | Per-Gunnar Andersson             | Anders Fredriksson               | 2                                |
| Ford                                                | Ford Fiesta Rally2               | M-Sport Ford WRT                 | P                                | Jari Huttunen                    | Mikko Lukka                      | 3, 5, 7, 9                       |
| Ford                                                | Ford Fiesta Rally2               | Yacco ACCR Team                  | P                                | Erik Cais                        | Petr Těšínský                    | 4–5                              |
| Ford                                                | Ford Fiesta Rally2               | Martin Prokop                    | P                                | Martin Prokop                    | Michal Ernst                     | 4–5, 8, 10                       |
| Ford                                                | Ford Fiesta Rally2               | Martin Prokop                    | P                                | Martin Prokop                    | Zdeněk Jůrka                     | 6                                |
| Ford                                                | Ford Fiesta Rally2               | Luke Anear                       | P                                | Luke Anear                       | Andrew Sarandis                  | 5, 7, 11                         |
| Ford                                                | Ford Fiesta Rally2               | Luke Anear                       | P                                | Luke Anear                       | Stuart Loudon                    | 13                               |
| Ford                                                | Ford Fiesta Rally2               | Francesco Tali                   | P                                | Francesco Tali (M)               | Cristina Caldart                 | 5                                |
| Ford                                                | Ford Fiesta Rally2               | Priit Koik                       | P                                | Priit Koik                       | Kristo Tamm                      | 7                                |
| Ford                                                | Ford Fiesta Rally2               | Todd Bawden                      | P                                | Todd Bawden (M)                  | Paul Burborough (M)              | 11                               |
| Ford                                                | Ford Fiesta R5                   | Henk Vossen                      | P                                | Henk Vossen (M)                  | Hans van Goor (M)                | 3                                |
| Ford                                                | Ford Fiesta R5                   | Henk Vossen                      | P                                | Henk Vossen (M)                  | Radboud van Hoek                 | 12                               |
| Ford                                                | Ford Fiesta R5                   | Patrick Déjean                   | P                                | Patrick Déjean                   | Yannick Jammes                   | 4, 9                             |
| Ford                                                | Ford Fiesta R5                   | Ricardo Filipe                   | P                                | Ricardo Filipe                   | Fernando Almeida                 | 4                                |
| Ford                                                | Ford Fiesta R5                   | Karan Patel                      | P                                | Karan Patel                      | Tauseef Khan                     | 6                                |
| Ford                                                | Ford Fiesta R5                   | Leroy Gomes                      | P                                | Leroy Gomes                      | Urshlla Gomes                    | 6                                |
| Ford                                                | Ford Fiesta R5                   | George Vassilakis                | P                                | George Vassilakis (J)            | Konstantinos Soukoulis           | 10                               |
| Hyundai                                             | Hyundai i20 N Rally2             | Grégoire Munster                 | P                                | Grégoire Munster (J)             | Louis Louka (J)                  | 1, 3, 9–10, 12–13                |
| Hyundai                                             | Hyundai i20 N Rally2             | Frédéric Rosati                  | P                                | Frédéric Rosati (M)              | Philippe Marchetto (M)           | 1                                |
| Hyundai                                             | Hyundai i20 N Rally2             | Frédéric Rosati                  | P                                | Frédéric Rosati (M)              | Stéphane Prévot (M)              | 2, 4–5                           |
| Hyundai                                             | Hyundai i20 N Rally2             | Frédéric Rosati                  | P                                | Frédéric Rosati (M)              | Loris Pascaud (M)                | 10                               |
| Hyundai                                             | Hyundai i20 N Rally2             | Frédéric Rosati                  | P                                | Frédéric Rosati (M)              | Patrick Chiappe                  | 13                               |
| Hyundai                                             | Hyundai i20 N Rally2             | Josh McErlean                    | P                                | Josh McErlean (J)                | James Fulton (J)                 | 2, 4–5, 7–9, 12                  |
| Hyundai                                             | Hyundai i20 N Rally2             | Hyundai Motorsport N             | P                                | Oliver Solberg                   | Elliott Edmondson                | 4                                |
| Hyundai                                             | Hyundai i20 N Rally2             | Bruno Magalhães                  | P                                | Bruno Magalhães                  | Carlos Magalhães                 | 4                                |
| Hyundai                                             | Hyundai i20 N Rally2             | Pedro Meireles                   | P                                | Pedro Meireles                   | Pedro Alves                      | 4                                |
| Hyundai                                             | Hyundai i20 N Rally2             | Ricardo Teodósio                 | P                                | Ricardo Teodósio                 | José Teixeira                    | 4                                |
| Hyundai                                             | Hyundai i20 N Rally2             | Paul Rowley                      | P                                | Paul Rowley                      | Andy Hayes                       | 4                                |
| Hyundai                                             | Hyundai i20 N Rally2             | Hayden Paddon                    | P                                | Hayden Paddon                    | John Kennard                     | 7–8, 11                          |
| Hyundai                                             | Hyundai i20 N Rally2             | Pieter Jan Michiel Cracco        | P                                | Pieter Jan Michiel Cracco (J)    | Jasper Vermeulen (J)             | 9                                |
| Hyundai                                             | Hyundai i20 N Rally2             | Olivier Burri                    | P                                | Olivier Burri                    | Anderson Levratti                | 9                                |
| Hyundai                                             | Hyundai i20 N Rally2             | Lambros Athanassoulas            | P                                | Lambros Athanassoulas            | Nikolaos Zakheos                 | 10                               |
| Hyundai                                             | Hyundai i20 N Rally2             | Manos Stefanis                   | P                                | Manos Stefanis                   | Konstantinos Stefanis            | 10                               |
| Hyundai                                             | Hyundai i20 N Rally2             | Pepe López                       | P                                | Pepe López (J)                   | Borja Rozada                     | 12                               |
| Hyundai                                             | Hyundai i20 R5                   | Lucas Simões                     | P                                | Lucas Simões (J)                 | Nuno Almeida                     | 4                                |
| Hyundai                                             | Hyundai i20 R5                   | Laurent Battut                   | P                                | Laurent Battut (M)               | Eric Gressens (M)                | 4–5                              |
| Hyundai                                             | Hyundai i20 R5                   | Riku Tahko                       | P                                | Riku Tahko                       | Sami Ryynänen                    | 8                                |
| Škoda                                               | Škoda Fabia Rally2 Evo           | Toksport WRT 2                   | P                                | Nikolaj Grjazin                  | Konstantin Aleksandrov           | 1, 5                             |
| Škoda                                               | Škoda Fabia Rally2 Evo           | Toksport WRT 2                   | P                                | Emil Lindholm (J)                | Reeta Hämäläinen                 | 7                                |
| Škoda                                               | Škoda Fabia Rally2 Evo           | Fabrizio Arengi                  | P                                | Fabrizio Arengi (M)              | Massimiliano Bosi                | 1, 3–4, 10, 12                   |
| Škoda                                               | Škoda Fabia Rally2 Evo           | Chris Ingram                     | P                                | Chris Ingram (J)                 | Ross Whittock                    | 1                                |
| Škoda                                               | Škoda Fabia Rally2 Evo           | Chris Ingram                     | P                                | Chris Ingram (J)                 | Craig Drew                       | 3–5, 9–10                        |
| Škoda                                               | Škoda Fabia Rally2 Evo           | Johannes Keferböck               | P                                | Johannes Keferböck               | Ilka Minor                       | 1, 3, 12                         |
| Škoda                                               | Škoda Fabia Rally2 Evo           | Freddy Loix                      | P                                | Freddy Loix (M)                  | Pieter Tsjoen                    | 1, 5, 8–9                        |
| Škoda                                               | Škoda Fabia Rally2 Evo           | Mauro Miele                      | P                                | Mauro Miele (M)                  | Luca Beltrame                    | 1–3, 5, 7, 12                    |
| Škoda                                               | Škoda Fabia Rally2 Evo           | Bruno Bulacia                    | P                                | Bruno Bulacia (J)                | Marc Martí                       | 2, 4–5, 7, 10                    |
| Škoda                                               | Škoda Fabia Rally2 Evo           | Bruno Bulacia                    | P                                | Bruno Bulacia (J)                | Carlos del Barrio                | 12                               |
| Škoda                                               | Škoda Fabia Rally2 Evo           | Jörgen Jonasson                  | P                                | Jörgen Jonasson                  | Nicklas Jonasson                 | 2                                |
| Škoda                                               | Škoda Fabia Rally2 Evo           | Enrico Oldrati                   | P                                | Enrico Oldrati (J)               | Elia De Guio (J)                 | 2                                |
| Škoda                                               | Škoda Fabia Rally2 Evo           | Kajetan Kajetanowicz             | P                                | Kajetan Kajetanowicz             | Maciej Szczepaniak               | 3–4, 6–7, 11–13                  |
| Škoda                                               | Škoda Fabia Rally2 Evo           | Mikko Heikkilä                   | P                                | Mikko Heikkilä (J)               | Samu Vaaleri (J)                 | 3, 8, 12                         |
| Škoda                                               | Škoda Fabia Rally2 Evo           | Benito Guerra                    | P                                | Benito Guerra                    | Daniel Cué                       | 3                                |
| Škoda                                               | Škoda Fabia Rally2 Evo           | Benito Guerra                    | P                                | Benito Guerra                    | Sara Fernández                   | 4                                |
| Škoda                                               | Škoda Fabia Rally2 Evo           | Armin Kremer                     | P                                | Armin Kremer (M)                 | Timo Gottschalk                  | 3–4, 9–10                        |
| Škoda                                               | Škoda Fabia Rally2 Evo           | Armin Kremer                     | P                                | Armin Kremer (M)                 | Ella Kremer                      | 5, 12                            |
| Škoda                                               | Škoda Fabia Rally2 Evo           | Neil Simpson                     | P                                | Neil Simpson                     | Michael Gibson                   | 3, 9                             |
| Škoda                                               | Škoda Fabia Rally2 Evo           | Mikołaj Marczyk                  | P                                | Mikołaj Marczyk (J)              | Szymon Gospodarczyk              | 3–5, 7–8, 12                     |
| Škoda                                               | Škoda Fabia Rally2 Evo           | Aljoša Novak                     | P                                | Aljoša Novak (J)                 | Uroš Ocvirk                      | 3                                |
| Škoda                                               | Škoda Fabia Rally2 Evo           | Osamu Fukunaga                   | P                                | Osamu Fukunaga (M)               | Misako Saida                     | 3, 9                             |
| Škoda                                               | Škoda Fabia Rally2 Evo           | Armindo Araújo                   | P                                | Armindo Araújo                   | Luís Ramalho                     | 4                                |
| Škoda                                               | Škoda Fabia Rally2 Evo           | Miguel Correia                   | P                                | Miguel Correia                   | Jorge Carvalho                   | 4                                |
| Škoda                                               | Škoda Fabia Rally2 Evo           | Pedro Almeida                    | P                                | Pedro Almeida (J)                | Mário Castro                     | 4                                |
| Škoda                                               | Škoda Fabia Rally2 Evo           | Emilio Fernández                 | P                                | Emilio Fernández                 | Axel Coronado                    | 4–5, 7                           |
| Škoda                                               | Škoda Fabia Rally2 Evo           | Alexander Villanueva             | P                                | Alexander Villanueva (M)         | José Murado                      | 4                                |
| Škoda                                               | Škoda Fabia Rally2 Evo           | Francisco Teixeira               | P                                | Francisco Teixeira (M)           | João Serôdio                     | 4                                |
| Škoda                                               | Škoda Fabia Rally2 Evo           | Miguel Díaz-Aboitiz              | P                                | Miguel Díaz-Aboitiz (M)          | Jordi Hereu                      | 4–5, 9–12                        |
| Škoda                                               | Škoda Fabia Rally2 Evo           | Sami Pajari                      | P                                | Sami Pajari (J)                  | Enni Mälkönen                    | 5, 8, 12                         |
| Škoda                                               | Škoda Fabia Rally2 Evo           | Daniel Chwist                    | P                                | Daniel Chwist                    | Kamil Heller                     | 5, 12                            |
| Škoda                                               | Škoda Fabia Rally2 Evo           | Jourdan Serderidis               | P                                | Jourdan Serderidis (M)           | Frédéric Miclotte                | 5                                |
| Škoda                                               | Škoda Fabia Rally2 Evo           | Eduard Pons Suñe                 | P                                | Eduard Pons Suñe (M)             | Alberto Chamorro                 | 5                                |
| Škoda                                               | Škoda Fabia Rally2 Evo           | Silvano Patera                   | P                                | Silvano Patera (M)               | Danilo Fappani (M)               | 5                                |
| Škoda                                               | Škoda Fabia Rally2 Evo           | Simone Romagna                   | P                                | Simone Romagna                   | Luca Addondi                     | 5                                |
| Škoda                                               | Škoda Fabia Rally2 Evo           | Pablo Biolghini                  | P                                | Pablo Biolghini                  | Stefano Pudda                    | 5                                |
| Škoda                                               | Škoda Fabia Rally2 Evo           | Amanraaj Rai                     | P                                | Amanraaj Rai (J)                 | Gurdeep Panesar                  | 6                                |
| Škoda                                               | Škoda Fabia Rally2 Evo           | Gregor Jeets                     | P                                | Gregor Jeets (J)                 | Timo Taniel                      | 7                                |
| Škoda                                               | Škoda Fabia Rally2 Evo           | Teemu Asunmaa                    | P                                | Teemu Asunmaa                    | Ville Mannisenmäki               | 8                                |
| Škoda                                               | Škoda Fabia Rally2 Evo           | Niels Reynvoet                   | P                                | Niels Reynvoet                   | Diederik Pattyn                  | 9                                |
| Škoda                                               | Škoda Fabia Rally2 Evo           | Sébastien Bedoret                | P                                | Sébastien Bedoret (J)            | François Gilbert                 | 9                                |
| Škoda                                               | Škoda Fabia Rally2 Evo           | Jorge Martínez                   | P                                | Jorge Martínez                   | Alberto Alvarez Nicholson        | 10                               |
| Škoda                                               | Škoda Fabia Rally2 Evo           | Eduardo Castro                   | P                                | Eduardo Castro                   | Fernando Mussano                 | 10                               |
| Škoda                                               | Škoda Fabia Rally2 Evo           | Giorgos Kehagias                 | P                                | Giorgos Kehagias                 | Dimitris Sainis                  | 10                               |
| Škoda                                               | Škoda Fabia Rally2 Evo           | Panagiotis Roustemis             | P                                | Panagiotis Roustemis (J)         | Christos Bakloris                | 10                               |
| Škoda                                               | Škoda Fabia Rally2 Evo           | Vassileios Velanis               | P                                | Vassileios Velanis               | Ioannis Velanis                  | 10                               |
| Škoda                                               | Škoda Fabia Rally2 Evo           | Efthimios Halkias                | P                                | Efthimios Halkias                | Andreas Vigkos                   | 10                               |
| Škoda                                               | Škoda Fabia Rally2 Evo           | János Puskádi                    | P                                | János Puskádi                    | Barnabás Gódor                   | 10                               |
| Škoda                                               | Škoda Fabia Rally2 Evo           | Dionyssis Spanos                 | P                                | Dionyssis Spanos                 | Sotiris Gotovos                  | 10                               |
| Škoda                                               | Škoda Fabia Rally2 Evo           | Hamed Al-Wahaibi                 | P                                | Hamed Al-Wahaibi                 | Ilka Minor                       | 10                               |
| Škoda                                               | Škoda Fabia Rally2 Evo           | Ben Hunt                         | P                                | Ben Hunt                         | Tony Rawstorn                    | 11                               |
| Škoda                                               | Škoda Fabia Rally2 Evo           | Harry Bates                      | P                                | Harry Bates (J)                  | John McCarthy                    | 11                               |
| Škoda                                               | Škoda Fabia Rally2 Evo           | Raana Horan                      | P                                | Raana Horan                      | Michael Connor                   | 11                               |
| Škoda                                               | Škoda Fabia Rally2 Evo           | Eduard Pons                      | P                                | Eduard Pons                      | Daniel Muntadas                  | 12                               |
| Škoda                                               | Škoda Fabia R5                   | Carlo Covi                       | P                                | Carlo Covi (M)                   | Michela Lorigiola (M)            | 1, 3, 10                         |
| Škoda                                               | Škoda Fabia R5                   | Carlo Covi                       | P                                | Carlo Covi (M)                   | Andrea Budoia                    | 5                                |
| Škoda                                               | Škoda Fabia R5                   | Joakim Roman                     | P                                | Joakim Roman (M)                 | Jörgen Fornander (M)             | 2                                |
| Škoda                                               | Škoda Fabia R5                   | Niko Pulić                       | P                                | Niko Pulić (M)                   | Aleksandra Kovačić               | 3                                |
| Škoda                                               | Škoda Fabia R5                   | Filippo Marchino                 | P                                | Filippo Marchino                 | Roberto Briani                   | 3                                |
| Škoda                                               | Škoda Fabia R5                   | Diogo Salvi                      | P                                | Diogo Salvi (M)                  | Miguel Ramalho (M)               | 4                                |
| Škoda                                               | Škoda Fabia R5                   | Diogo Salvi                      | P                                | Diogo Salvi (M)                  | Hugo Magalhães                   | 10                               |
| Škoda                                               | Škoda Fabia R5                   | Manuel Castro                    | P                                | Manuel Castro                    | Ricardo Cunha                    | 4                                |
| Škoda                                               | Škoda Fabia R5                   | Gaurav Gill                      | P                                | Gaurav Gill                      | Gabriel Morales                  | 6, 8, 10                         |
| Škoda                                               | Škoda Fabia R5                   | Aakif Virani                     | P                                | Aakif Virani                     | Azhar Bhatti                     | 6                                |
| Škoda                                               | Škoda Fabia R5                   | Shane van Gisbergen              | P                                | Shane van Gisbergen              | Glen Weston                      | 11                               |
| Škoda                                               | Škoda Fabia R5                   | Kingsley Jones                   | P                                | Kingsley Jones (M)               | Waverley Jones                   | 11                               |
| Škoda                                               | Škoda Fabia R5                   | Heikki Kovalainen                | P                                | Heikki Kovalainen                | Sae Kitagawa                     | 13                               |
| Škoda                                               | Škoda Fabia R5                   | Osamu Fukunaga                   | P                                | Osamu Fukunaga (M)               | Misako Saida                     | 13                               |
| Volkswagen                                          | Volkswagen Polo GTI R5           | Jean-Michel Raoux                | P                                | Jean-Michel Raoux (M)            | Laurent Magat (M)                | 1, 4–5, 10, 12–13                |
| Volkswagen                                          | Volkswagen Polo GTI R5           | Olivier Burri                    | P                                | Olivier Burri (M)                | Anderson Levratti                | 1, 3                             |
| Volkswagen                                          | Volkswagen Polo GTI R5           | Rakan Al-Rashed                  | P                                | Rakan Al-Rashed                  | Hugo Magalhães                   | 2, 4–5, 12                       |
| Volkswagen                                          | Volkswagen Polo GTI R5           | Egon Kaur                        | P                                | Egon Kaur                        | Silver Simm                      | 2, 7                             |
| Volkswagen                                          | Volkswagen Polo GTI R5           | ALM Motorsport                   | P                                | Georg Linnamäe (J)               | James Morgan                     | 2–5, 10, 12                      |
| Volkswagen                                          | Volkswagen Polo GTI R5           | ALM Motorsport                   | P                                | Georg Linnamäe (J)               | Craig Drew                       | 7                                |
| Volkswagen                                          | Volkswagen Polo GTI R5           | Eerik Pietarinen                 | P                                | Eerik Pietarinen (J)             | Antti Linnaketo                  | 2, 4–5, 8                        |
| Volkswagen                                          | Volkswagen Polo GTI R5           | Michał Sołowow                   | P                                | Michał Sołowow (M)               | Maciej Baran                     | 2                                |
| Volkswagen                                          | Volkswagen Polo GTI R5           | Ole Christian Veiby              | P                                | Ole Christian Veiby              | Stig Rune Skjærmoen              | 2                                |
| Volkswagen                                          | Volkswagen Polo GTI R5           | Vincent Verschueren              | P                                | Vincent Verschueren              | Filip Cuvelier                   | 9                                |
| Volkswagen                                          | Volkswagen Polo GTI R5           | Alexandros Tsouloftas            | P                                | Alexandros Tsouloftas            | Ross Whittock                    | 10                               |
| Volkswagen                                          | Volkswagen Polo GTI R5           | Andy Martin                      | P                                | Andy Martin (M)                  | Matt Hayward                     | 11                               |
| Volkswagen                                          | Volkswagen Polo GTI R5           | Stéphane Sarrazin                | P                                | Stéphane Sarrazin                | Jacques-Julien Renucci           | 12                               |
| Fonti:                                              |                                  |                                  |                                  |                                  |                                  |                                  |

Legenda: Nº = Numero di gara.